# Качулат лешояд
Качулатите лешояди (Necrosyrtes monachus), наричани също малки кафяви лешояди, са вид едри птици от семейство Ястребови (Accipitridae), единствен представител на род Necrosyrtes.

## Разпространение
Разпространени са главно в саваните на Субсахарска Африка. Често срещан в голяма част от ареала му, общата популация на вида бързо намалява, като през 2015 г. е обявен за критично застрашен, въпреки че числеността му се оценява на около 197 хиляди екземпляра.

## Описание
Качулатите лешояди достигат дължина 62 – 72 сантиметра, размах на крилата 155 – 165 сантиметра и маса 1,5 – 2,6 килограма.

## Хранене
Хранят се с мърша и различни отпадъци, включително от сметища.